# Istoria Lituaniei (1219–1295)

Privire de ansamblu asupra schimbărilor teritoriale ale Lituaniei din timpul domniei lui Mindaugas până în prezent.

Istoria Lituaniei între 1219 și 1295 tratează înființarea și perioada timpurie a primului stat lituanian, Marele Ducat al Lituaniei, în intervalul marcat de semnarea păcii cu Galiția-Volînia (1219) și începutul domniei lui Vytenis, în 1295. Începutul secolului al XIII-lea a marcat sfârșitul preistoriei în Lituania. Începând cu această etapă, istoria Lituaniei este menționată de cronici, tratate și alte documente scrise. În 1219, douăzeci și unu de duci lituanieni au semnat un tratat de pace cu Galiția-Volînia. Acest eveniment este acceptat în mare parte ca fiind prima dovadă că statele baltice se unificau și consolidau. În ciuda războiului continuu cu două ordine creștine, livonienii și teutonii, Marele Ducat al Lituaniei a fost înființat și a căpătat un control asupra terenurilor Ruteniei Negre, Poloțk, Minsk, precum și asupra altor teritorii aflate la est de Lituania actuală, care au slăbit și au devenit vulnerabile după prăbușirea Rusiei Kievene.
Primul conducător care deținut titlul de Mare Duce a fost Mindaugas. Din punct de vedere tradițional, este considerat fondatorul statului, cel care a unit triburile baltice și a stabilit Ducatul. Cu toate acestea, unii cercetători nu sunt de acord cu această percepție, susținând că un stat organizat a existat înainte de Mindaugas, chiar în 1183. După reprimarea unui război intern cu nepoții săi, Mindaugas a fost botezat în 1251 și încoronat ca rege al Lituaniei în 1253. Cu toate acestea, în 1261 a încălcat pacea cu Ordinul livonian, probabil renunțând chiar și la creștinism. Asasinarea sa în 1263 de către nepotul său Treniota a pus capăt regatului creștin timpuriu în Lituania. În următorii 120 de ani Lituania a rămas un imperiu păgân, luptând împotriva Ordinelor teutonilor și livonienilor în timpul cruciadei din nord pentru a creștina țara.
După moartea lui Mindaugas, Marele Ducat al Lituaniei a intrat într-o perioadă de instabilitate, așa cum este reflectat de faptul că șapte mari duci au deținut titlul pentru următorii treizeci și doi de ani. Se cunosc puține date despre această perioadă, însă dinastia Gediminid a fost fondată în jurul anului 1280. În ciuda instabilității, Marele Ducat nu se dezintegrase. Vytenis a preluat puterea în 1295, iar în următorii douăzeci de ani a consolidat puternic fundațiile Ducatului cu scopul de a se extinde și de a crește, sub conducerea lui Gediminas și a fiul său, Algirdas. Perioada 1219–1295 a fost, astfel, perioada de consolidare a Marelui Ducat, iar anii de după 1295 i-au marcat extinderea.

## Înființarea statului

### Unificarea baltică

Harta triburilor baltice în secolul XIII. Statele baltice răsăritene sunt prezentate în culoarea maro, în timp ce statele baltice de apusene sunt prezentate în verde.

Statele baltice au fost în mare parte determinate să se unească datorită amenințării venite din partea ordinelor religioase germane agresive. În 1202, Albert, episcopul din Riga, a înființat Ordinul Fraților Livonieni ai Sabiei pentru a promova creștinarea și cucerirea livonienilor, curonienilor, semigalilor și a estonilor din apropierea Golfului Riga. Ordinul a duse o serie de campanii reușite și a prezentat un mare pericol pentru teritoriile lituaniene. Înaintarea Ordinului a fost oprită după înfrângerea lui în Bătălia de la Saule din 1236, ordinul fiind aproape desființat. În cele din urmă, s-a unit cu Ordinul Cavalerilor Teutoni continuând așa-numitele Reisen, incursiunile împotriva statelor baltice.
În 1226, Konrad I al Mazoviei i-a chemat pe cavalerii teutoni să-și apere frontierele și i-a supus pe prusaci, oferindu-le cavalerilor spre folosință Chełmno ca bază pentru campania lor. În 1230, teutonii s-au stabilit în Chełmno, au construit un castel, și au început să atace teritoriile prusace. După patruzeci și patru de ani, și în ciuda celor două răscoale prusace împotriva lor, au cucerit cele mai multe triburi prusace. Ulterior, cavalerilor le-au trebuit nouă ani să-i cucerească pe nadruviani, scalviani, și sudovieni, iar din 1283, au avut o poziție care le-a permis să amenințe tânărul stat lituanian dinspre vest.
| Expediții militare lituaniene cunoscute | Expediții militare lituaniene cunoscute | Expediții militare lituaniene cunoscute | Expediții militare lituaniene cunoscute | Expediții militare lituaniene cunoscute |
| Ani                                     | În Livonia                              | În Rusia                                | În Polonia                              | Total                                   |
| --------------------------------------- | --------------------------------------- | --------------------------------------- | --------------------------------------- | --------------------------------------- |
| 1201–1210                               | 12                                      | 5                                       | 1                                       | 18                                      |
| 1211–1220                               | 7                                       | 6                                       | 2                                       | 15                                      |
| 1221–1230                               | 2                                       | 3                                       | 2                                       | 7                                       |
| 1231–1240                               | -                                       | 4                                       | 1                                       | 5                                       |
| 1241–1250                               | 3                                       | 9                                       | 3                                       | 15                                      |
| 1251–1260                               | -                                       | 6                                       | 3                                       | 9                                       |
| 1261–1263                               | 2                                       | 2                                       | 2                                       | 6                                       |
| Total                                   | 26                                      | 35                                      | 14                                      | 75                                      |

Următoarea unificare a triburilor lituaniene a fost facilitată de schimbările sociale care au avut loc în Lituania pe parcursul acestei perioade. S-au instituit alodiile (în lituaniană atolai; proprietăți funciare scutite de taxe) care ulterior aveau să stea la baza unui sistem feudal. Aceasta a fost, așa cum atestă mai multe cronici, principala formă de organizare care a reglementat proprietatea funciară în secolul al XIII-lea. În cadrul acestui sistem, cunoscut în Anglia ca primogenitură, doar fiul cel mare putea moșteni pământuri, ceea ce le-a permis ducilor să-și consolideze exploatațiile. Clasele sociale și repartiția muncii au început de asemenea să prindă amploare. Erau clase de soldați cu experiență (bajoras), de țărani liberi (laukininkas) și de oameni „ne-liberi” (kaimynas și šeimynykštis). Pentru a pune în aplicare această structura socială, a fost nevoie de un stat unificat. O altă forță din spatele unificării a fost dorința de a profita de terenurile rutene, care avuseseră de suferit de pe urma invaziei mongolilor. Erau adesea suficiente alianțe de scurtă durată între ducii lituanieni pentru efectuarea de expediții militare și de jaf în aceste zone (inclusiv Pskov, jefuit în 1213). În total, între 1201 și 1236, lituanienii au lansat cel puțin 22 de incursiuni în Livonia, 14 în Rutenia, și 4 în Polonia. O administrare continuă a teritoriilor cucerite avea însă nevoie și de o mare putere centrală unificată.

### Tratatul Galiția-Volînia

Harta teritoriilor controlate de Ordinul livonian în 1260. Acest Ordin, înființat în 1202, reprezenta un mare pericol pentru statele baltice și a încurajat unificarea.

Unele dovezi arată că lituanienii au început să-și unească forțele la începutul secolului al XIII-lea. De exemplu, în 1207, în Lituania au fost recrutați soldați pentru a lupta împotriva ordinelor religioase germane și în 1212, Tratatul semnat de Daugirutis cu Novgorodul arată că el avea o oarecare influență într-o zonă vastă. În cursul primilor douăzeci de ani de secolului al XIII-lea, lituanienii au organizat circa treizeci de expediții militare în Livonia, Rusia și Polonia. După părerea istoricului Tomas Baranauskas, se poate spune că exista un stat lituanian încă din 1183. Cu toate acestea, prima dovadă concludentă a unei unificări a statelor baltice este considerat a fi Tratatul Galiția-Volînia, semnat în 1219. Printre semnatarii tratatului se numărau douăzeci și unu de duci lituanieni; este specificat faptul că cinci dintre aceștia erau seniori, având prioritate față de ceilalți șaisprezece. Probabil, cel mai mare duce a fost Živinbudas, din moment ce numele lui a fost primul menționat. Mindaugas, deși tânăr, împreună cu fratele său, Dausprungas, se numărau și ei printre ducii seniori, ceea ce ar însemna că ei și-au moștenit titlurile. Ceilalți doi duci seniori erau Daujotas (al doilea menționat) și fratele său Vilikaila (ultimul menționat din cei cinci).
Tratatul era important din mai multe motive. El demonstra că ducii lituanieni cooperau; printre semnatari se numărau duci care domneau peste unele teritorii, cum ar fi Samogitia, care probabil nu aveau legătură cu Galiția-Volînia. Participarea lor implică o percepție a unui interes comun, o dovadă a unui stat în curs de formare. Cu toate acestea, desemnarea celor cinci duci ca „seniori” arată că procesul de unificare era încă în tranziție. Includerea a douăzeci și unu de duci sugerează că multe teritorii din Lituania erau puternice și semi-independente. Istoricii consideră tratatul o mărturie interesantă a unui proces lung și complex de formare a unui stat. Progresul unificării a fost inegal; de exemplu, după moartea ducilor Daugirutis în 1213 și a lui Stekšys în 1214, lituanienii a organizat mai puține raiduri.

### Ascensiunea lui Mindaugas
Mindaugas, ducele care a guvernat partea de sud a Lituaniei dintre râurile Neman și Neris, a 
devenit în cele din urmă întemeietorul statului. Mindaugas este menționat ca domnitor al întregii Lituanii în cronica livoniană Rhymed în 1236. Mijloacele prin care a reușit să obțină acest titlu nu sunt bine-cunoscute. Cronicile rusești menționează că a 
omorât sau expulzat duci, inclusiv rude. În 1236, ducele Vykintas a condus forțele samogitiane către victorie în bătălia de la Saule, unde Ordinul Livonian a suferit o înfrângere catastrofală. Se pare că Vykintas nu a primit sprijin din partea lui Mindaugas. Puterea personală a lui Vykintas a crescut. Ordinul Livonian a fost la un pas de colaps și a fost forțat să devină o sucursală a Cavalerilor Teutoni. Ordinele aliate s-au concentrat asupra cuceririi Samogiției, deoarece numai acest ținut îi împiedica să-și consolideze teritoriile. Unirea acestor puteri agresive nu ar fi putut trece neobservată în țările lituaniene și ar fi determinat accelerarea procesului de unificare. În 1239 Mindaugas a preluat Rutenia Neagră slabită și l-a numit pe fiul său Vaišvilkas la conducere. La începutul anilor 1240, Mindaugas și-a consolidat puterea și a instaurat-o în diverse ținuturi baltice. În 1245, Mindaugas și-a trimis nepoții pe nume Tautvilas și Edivydas, fiii lui Dausprungas, respectiv Vykintas, să cucerească Smolenskul, dar fără succes. În 1249, Mindaugas a încercat să ia ținuturile nepoților săi și ale lui Vykintas, ceea ce a dus la un conflict intern.

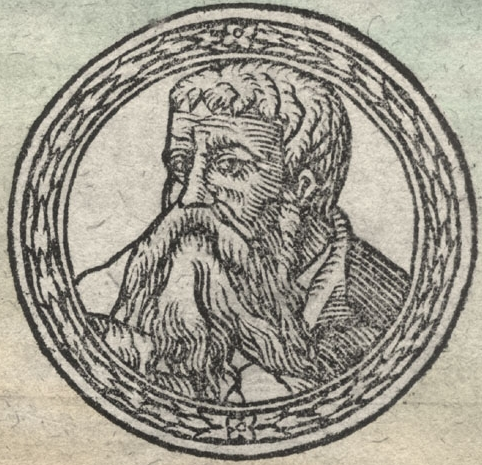
Vykintas, liderul victorios în bătălia de la Saule, așa cum este descris în Cronicile lui
Alexander Guagnini, publicate în 1578.

Tautvilas, Edivydas, și Vykintas au format o coaliție puternică cu samogițienii, Ordinul Livonian, Daniel din Galiția (cumnatul cu Edivydas și Tautvilas), precum și cu Vasilko din Volînia împotriva lui Mindaugas. Numai polonezii, chemați de Daniel, au refuzat să ia parte la coaliția împotriva lituanienilor. Ducii din Galiția și Volînia au reușit să obțină controlul asupra Ruteniei Negre, o zonă condusă de Vaišvilkas, fiul lui Mindaugas. Tautvilas a plecat la Riga, unde a fost botezat de arhiepiscop. În 1250, Ordinul a organizat două raiduri majore, unul împotriva țării Nalša și împotriva altor domenii ale lui Mindaugas și împotriva acelor părți din Samogiția care încă îl mai susțineau.

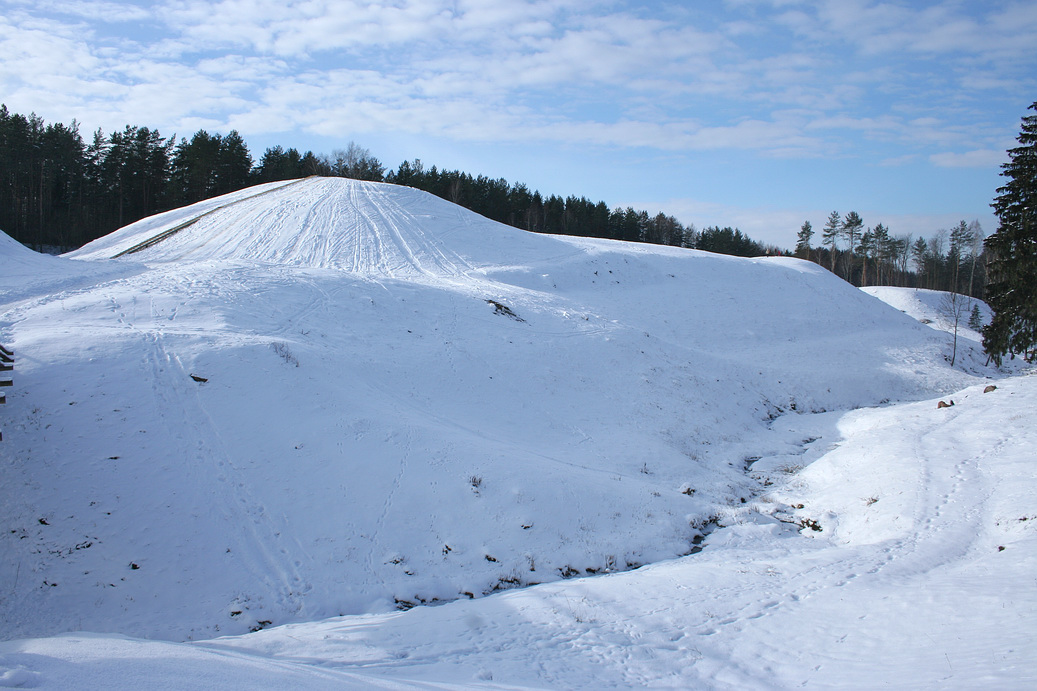
Castrul de la Šeiminyškėliai în apropiere de Anykščiai este locul cel mai probabil din Voruta.

Atacat din nord și sud și confruntându-se cu o posibilitatea unor frământări în alte părți, Mindaugas a fost pus într-o situație extrem de dificilă, dar a reușit să profite în folosul său de conflictele dintre Ordinul Livonian și Arhiepiscopul de Riga. A reușit să îl mituiască pe Andreas von Stierland, maestrul Ordinului, care încă era supărat pe Vykintas pentru înfrângerea din 1236. În 1251, Mindaugas a fost de acord să primească botezul și să cedeze controlul asupra unor teritorii din vestul Lituaniei, în schimbul promisiunii că va primi o coroană. În 1252, Tautvilas și restul aliaților săi l-au atacat pe Mindaugas în Voruta, uneori considerată a fi prima capitală a Lituaniei. Atacul a eșuat iar forțele lui Tautvilas s-au retras să se apere în Castelul Tverai, în actualul municipiu Rietavas. Vykintas a murit în 1253, iar Tautvilas a fost nevoit să i se realăture lui Daniel din Galiția. Vaišvilkas, fiul lui Mindaugas, a hotărât să se retragă la o mănăstire. Tautvilas a recunoscut superioritatea lui Mindaugas și a primit Polațkul drept fief.

## Regatul Lituaniei

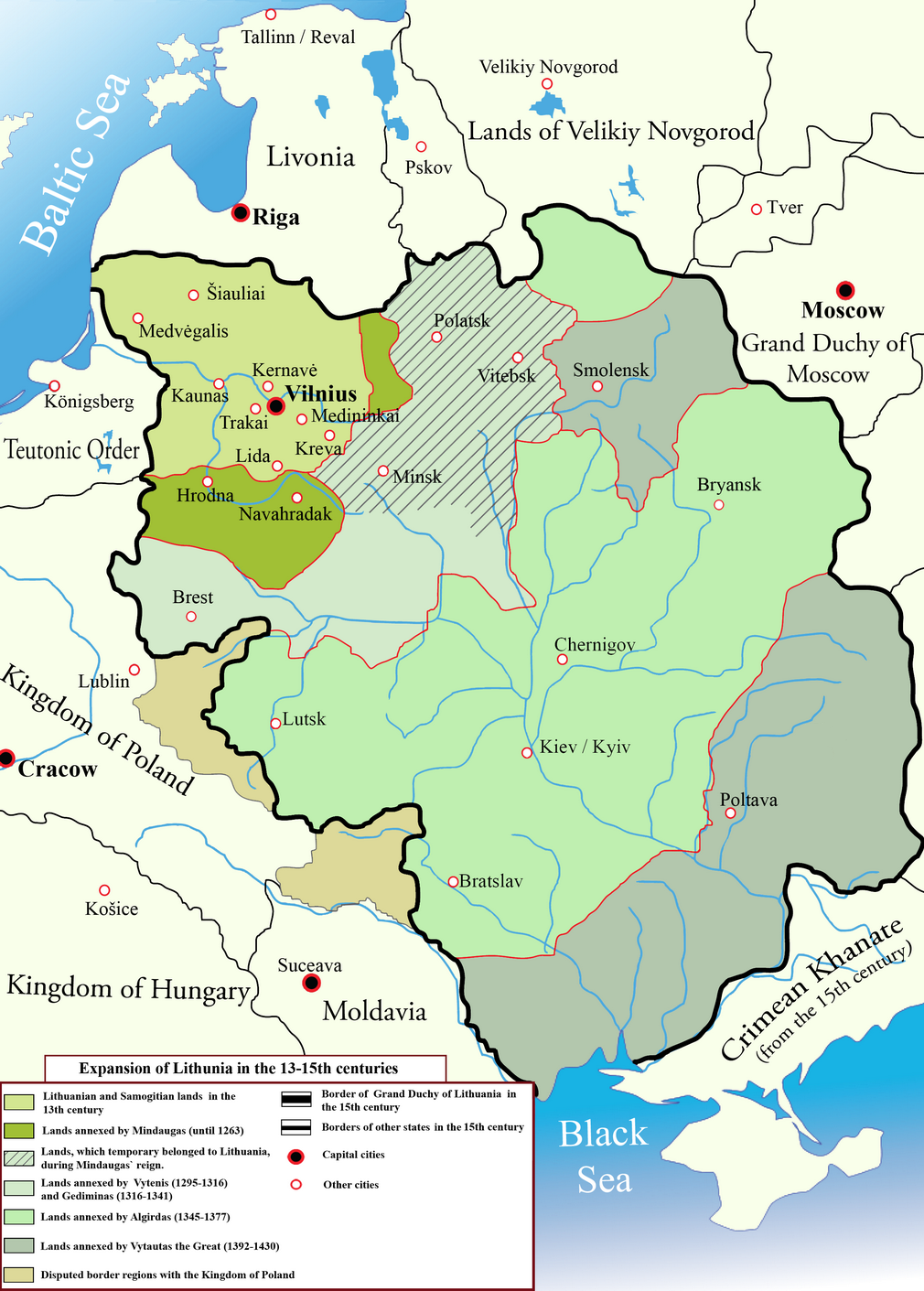
Harta Marelui Ducat al Lituaniei în perioada secolelor XIII-XV.

După cum i se promisese, Mindaugas a fost încoronat împreună cu soția sa Morta la un moment dat în vara anului 1253, iar Regatul Lituaniei, proclamat de către Papă în 1251, a fost recunoscut. 6 iulie este astăzi sărbătorită drept „Ziua statalității” (în lituaniană Valstybės diena) și este o sărbătoare oficială în Lituania modernă. Data exactă a încoronării nu este însă cunoscută, cercetările istoricului Edvardas Gudavičius, care a promovat această dată, sunt uneori contestate. Locul încoronării nu este nici el cunoscut. Papa Inocențiu al IV-a l-a sprijinit pe Mindaugas, în speranța că un nou stat creștin ar putea opri invaziile Hoardei de Aur, un stat din Imperiul Mongol. Pe 17 iulie 1251, papa a semnat două edicte papale. Unul dintre acestea a cerut episcopului de la Chełmno să îl încoroneze pe Mindaugas ca rege al Lituaniei, să numească un episcop pentru Lituania, și să construiască o catedrală. Celălalt edict îl punea pe noul episcop să fie în subordinea directă a papei. Acest lucru a fost binevenit pentru lituanieni, deoarece ei erau îngrijorați că vechii lor dușmani, Ordinul Livonian, ar fi putut exercita un control prea mare asupra noului stat.
Din cauza diferitelor conflicte de interese, a durat ceva timp până când a fost numit un episcop de Lituania. Episcopul de Gniezno l-a numit în această funcție pe Vito (în lituaniană Vitas), un călugăr al Ordinului Dominican, dar el nu a fost recunoscut de Mindaugas și nu a fost acceptat de populație. Activitățile lui Vito în Lituania nu sunt cunoscute, deși el este uneori pus în relație cu Catedrala lui Mindaugas. În cele din urmă, în 1254, a fost numit episcop Christian (în lituaniană Kristijonas), membru al Ordinului Livonian. Mindaugas i-a oferit câteva terenuri in Samogiția, dar nu se cunosc multe despre activitățile sale. Izvoarele istorice nu menționează nicio sponsorizare de misionari, educație a prelaților, sau construire de biserici în această perioadă, iar episcopul Christian s-a întors în Germania în 1259, unde a murit în 1271. Ridicarea Catedralei lui Mindaugas rămâne problematică, dar cercetările arheologice recente au relevat resturile unei clădiri de cărămidă din secolul al XIII-lea pe locul de astăzi al Catedralei de la Vilnius. Se presupune în general că rămășițele sunt cele ale Catedralei lui Mindaugas, construită pentru respectarea acordului cu Papa. Cu toate acestea, după cum au demonstrat evenimentele ulterioare, lituanienii nu erau pregătiți să accepte creștinismul, și botezul lui Mindaugas a avut doar un impact temporar asupra evoluțiilor viitoare.
Imediat după încoronare, Mindaugas a acordat Ordinului Livonian câteva teritorii din vest — porțiuni din Samogiția, Nadruva, și Dainava. Există unele discuții pentru a stabili dacă în ultimii ani (1255, 1257, 1259, 1261) Mindaugas a dat chiar mai multe pământuri Ordinului; supoziția aceasta este susținută de faptul că unele dintre documente menționează că terenurile nu ar fi fost de fapt sub controlul lui Mindaugas. Indiferent de situație, au fost instituite o pace și o relativă stabilitate pentru încă aproximativ opt ani. Mindaugas s-a folosit de această ocazie pentru a se concentra asupra extinderii spre răsărit. Și-a consolidat influența în Rutenia Neagră, în Pinsk, și a profitat de prăbușirea Rusiei Kievene prin cucerirea orașului Poloțk, un important centru de comerț din bazinul râului Daugava. De asemenea, a negociat o pace cu Galiția-Volînia, și a aranjat căsătoria uneia din fiicele sale cu Svarn, fiul lui Daniel din Galiția, care va deveni mai târziu Mare Duce al Lituaniei. Au fost consolidate și relațiile diplomatice cu Europa de Vest și cu Sfântul Scaun. În 1255, Mindaugas a primit permisiunea Papei Alexandru al IV-lea să-și încoroneze fiul cu titlul de rege al Lituaniei. Pe plan intern, Mindaugas s-a străduit să înființeze instituții de stat: propria sa curtea nobiliară, sisteme administrative, un serviciu diplomatic și un sistem monetar. Au circulat monede mari de argint lituaniene (în lituaniană Lietuvos ilgieji), ceea ce oferă un indiciu al statalității.

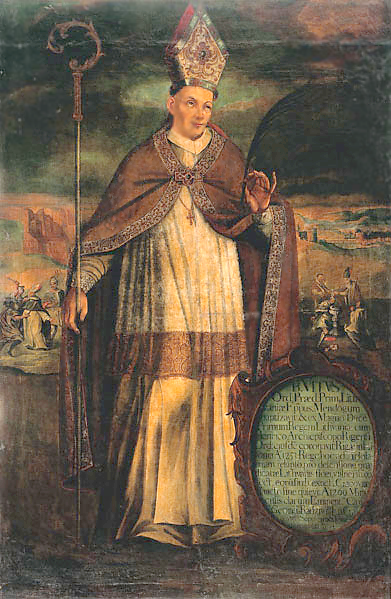
Sf. Vitas, primul episcop al Lituaniei. Tablou din secolul al XVII-lea.

Ordinul Livonian s-a folosit de această perioadă pentru a-și consolida controlul asupra terenurilor samogițiene. Livonienii au construit trei castele de-a lungul frontierei: Memelburg (Klaipėda), Georgenburg (Jurbarkas), și Doben (Durbe în Letonia). Samogițienii au răspuns alegându-l pe Algminas drept conducător militar, și atacând Kurzeme, Ordinul având succese mici pe câmpul de luptă. În 1259, Ordinul livonian a pierdut bătălia de la Skuodas și în 1260, și bătălia de la Durbe. Prima înfrângere a încurajat o rebeliune a semigalilor, iar cea de-a doua i-a provocat pe prusaci la o revoltă împotriva Ordinului. Marea revoltă a prusacilor a durat paisprezece ani. Încurajat de Treniota, nepotul său, Mindaugas a încălcat pacea cu Ordinul. Unele cronici sugerează că el ar fi revenit la fostele sale credințele păgâne, dar acest aspect este încă pus în discuție. Cu toate acestea, toate realizările diplomatice efectuate de la încoronarea lui s-au pierdut.
Mindaugas a format apoi o alianță cu Alexandr Nevski din Novgorod și împreună cei doi s-au îndreptat împotriva Ordinului. Treniota a condus o armată pentru către Cēsis și au luptat contra Mazoviei, în speranța de a încuraja toate triburile baltice cucerite să se ridice împotriva Ordinelor și să se unească sub conducerea lituaniană. El a repurtat câteva victorii, dar nu a reușit să cucerească castelele fortificate sau să formeze o coaliție a forțelor baltice împotriva Ordinului. Influența personală a lui Treniota a crescut din cauză că Mindaugas s-a concentrat mai mult asupra cuceririi terenurilor din Rusia, trimițând o mare armată la Briansk. Prioritățile lui Treniota și Mindaugas au început să diveargă. În mijlocul acestor evenimente, soția lui Mindaugas, Morta, a murit, și Mindaugas și-a exprimat dorința de a se căsătorei cu soția lui Daumantas. Daumantas și Treniota au răspuns la această insultă prin asasinarea lui Mindaugas și a doi dintre fii ai săi, Ruklys și Rupeikis în 1263. Lituania a căzut pradă instabilității interne timp de mai mulți ani.

## Anii după Mindaugas

### Anii de instabilitate

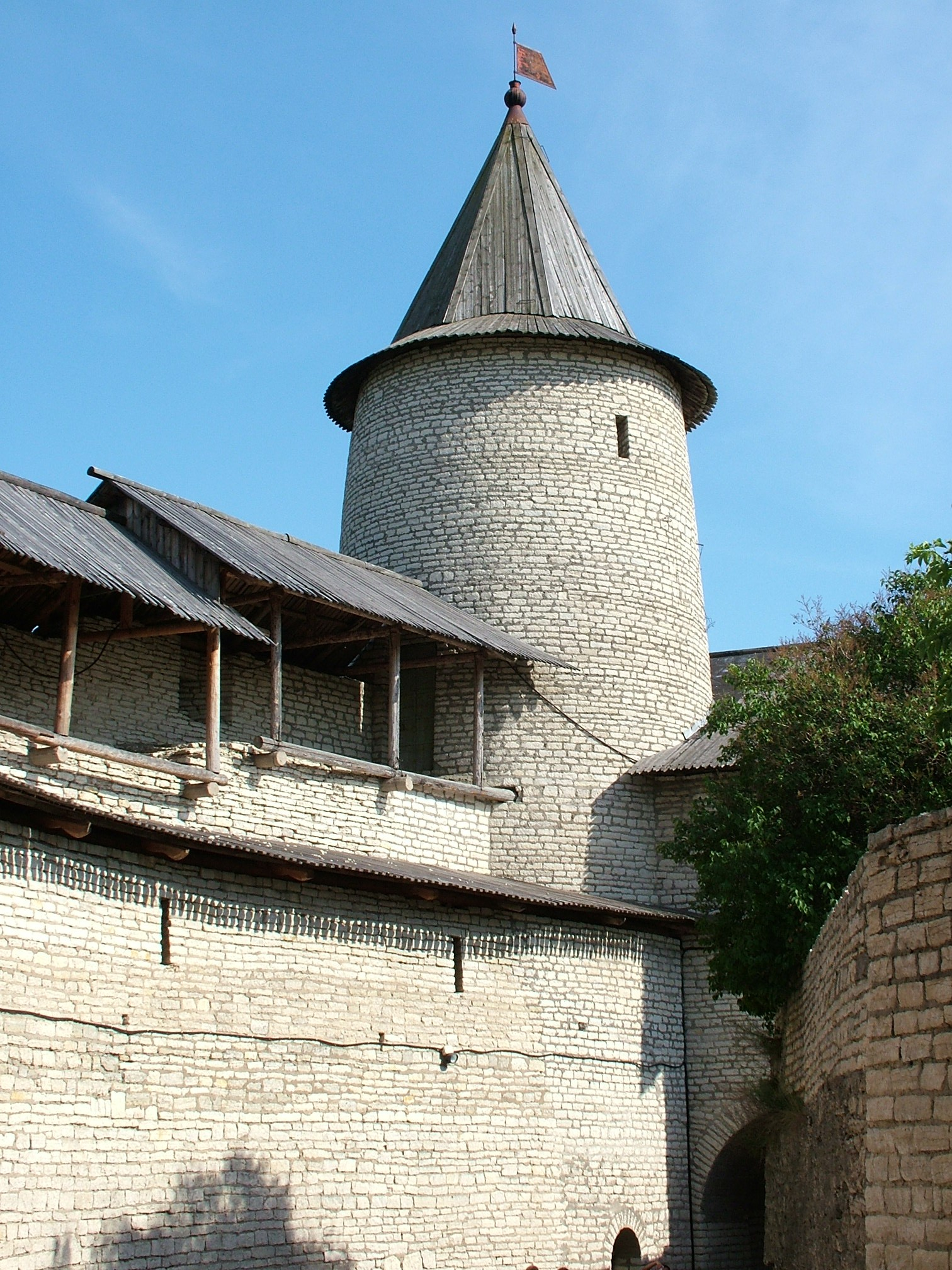
Zidurile kremlinului din Pskov, construit parțial de Daumantas, asasinul lui Mindaugas și patronul spiritual al Pskovului.

Statul lituanian nu s-a dezintegrat după moartea lui Mindaugas. Treniota a preluat titlul de Marele Duce, dar puterea lui a fost limitată; a fost contestat de Tautvilas, care nu renunțase la revendicarea asupra tronului. Tautvilas a fost și el asasinat de către Treniota dar, după doar un an, în 1264, Treniota a fost ucis de către foștii sfetnici ai lui Mindaugas. Fiul lui Mindaugas, Vaišvilkas, împreună cu cumnatul acestuia, Shvarn din Volînia, a preluat controlul în Lituania. Daumantas a fost nevoit să se refugieze în Pskov, a fost botezat Timofei, a condus cu succes din 1266-1299 și a fost chiar și canonizat. În 1265 Vaišvilkas, creștin fiind, a făcut pace cu Ordinul livonian și, chiar fără sprijin din Lituania, răscoalele din statele baltice care au fost alimentate de Treniota au început să dispară. În 1267 s-a întors la viață monahală și a lăsat Marele Ducat în seama lui Shvarn. Puține date sunt cunoscute despre Shvarn și domnia sa, dar istoricii cred că el nu a reușit să preia controlul asupra întregii Lituanii, și a guvernat doar părțile din sud. A murit în 1269 sau 1271 în Galiția.

### Domnia lui Traidenis
Circumstanțele preluării puterii în 1269 de către următorul domnitor, Traidenis, nu sunt clare. Încă de la început relațiile sale cu Galiția-Volînia erau tensionate iar în cele din urmă s-a ajuns la războiul din anii 1274-1276. Traidenis a câștigat lupta, și și-a întărit controlul asupra Ruteniei Negre. Traidenis, cunoscut pentru ferma sa atitudine anti-germană, a avut și el succes în luptele cu Ordinul Livonian. În 1270 a câștigat bătălia de la Karuse, bătălie dată pe gheață în apropiere de Saaremaa. În 1272 însă Ordinul a răspuns atacând Semigalia și construind Castelul Dünaburg (Daugavpils) în 1273 pe un teritoriu controlat teoretic de Traidenis. Câțiva ani mai târziu, în 1281, Traidenis a cucerit Castelul Jersika, din actualul raion Preili, și a reușit să-l schimbe cu Castelul Dünaburg. Dünaburg a rămas un avanpost lituanian până în 1313. În 1279 Ordinul a atacat din nou teritoriul lituanian, ajungând până în Kernavė, dar pe drumul de întoarcere au suferit o mare înfrângere în bătălia de la Aizkraukle. Mastrul Ordinului, Ernst von Rassburg, a murit în luptă, iar semigalii cuceriți s-au revoltat, fiind acum dispuși să recunoască superioritatea Lituaniei, și cerându-i ajutor lui Traidenis. Cu toate acestea, Traidenis a murit la scurt timp după aceasta, iar revolta nu a avut succes.
Domnia lui Traidenis a fost cel mai lung și mai stabil regim în timpul perioadei de frământare. După moartea sa, Ordinul și-a finalizat cuceririle: triburile baltice cucerite nu s-au mai răsculat iar Ordinele se puteau concentra acum asupra Lituaniei. În 1274 Marea Revoltă Prusacă a luat sfârșit iar Ordinul Cavalerilor Teutoni a continuat să cuceri alte triburi baltice: nadruvienii și scalvienii în 1274-1277, și sudovienii în 1283; Ordinul Livonian a terminat cucerirea Semigaliei, ultimul aliat baltic al Lituaniei, în 1291. Ordinele își puteau concentra atenția asupra Lituaniei. Zona de tampon formată din alte triburi baltice dispăruse, și Lituania a rămas să lupte singură împotriva Ordinelor.

Coloanele Gediminid, simbolul dinastiei începută cu Butigeidis ca. 1285 și terminată cu Sigismund al II-lea Augustus în 1572

## Ascensiunea dinastiei Gediminide
Există incertitudini considerabile în ce privește identitatea Marilor Duci ai Lituaniei în perioada dintre moartea lui Traidenis în 1282 și asumarea puterii de către Vytenis în 1295. Aceasta se datorează parțial faptului că cele două surse principale ale istoriei lituaniene a secolului al XIII-lea, Codicele Hypatian și Cronica livoniană Rhymed, se sfârșesc la începutul anilor 1290. În 1285, o cronică îl menționează pe Daumantas ca Mare Duce. El l-a atacat pe episcopul Tverului și a fost grav rănit sau chiar ucis în luptă. Cu toate acestea, este singura informație despre el.
Dinastia Gediminidă și-a început ascensiunea în Lituania în această perioadă cu apariția lui Butigeidis, primul său lider. În 1289, în fruntea a circa 8.000 de militari, el a atacat Sambia. În 1289, Ordinul Cavalerilor Teutoni a construit un castel în Sovetskul de astăzi (Tilsit) și și-au intensificat incursiunile. Butigeidis a fost primul care a construit castele puternice de-a lungul râului Neman. A murit în 1290 sau 1292, iar fratele său, Butvydas (cunoscut și sub numele de Pukuveras) a moștenit coroana. Butvydas a fost tatăl lui Vytenis și, probabil și al lui Gediminas. În timpul scurtei sale domniei, Butvydas a încercat să apere ducatul împotriva Cavalerilor Teutoni; a atacat și Mazovia, un aliat al cavalerilor. Fiul său, Vytenis, a ajuns la putere în 1295 și s-a încheiat perioada de relativă instabilitate. Domnia sa a marcat tranziția de la înființarea statului la punctul în care el a fost pregătit pentru extindere.

## Moștenire

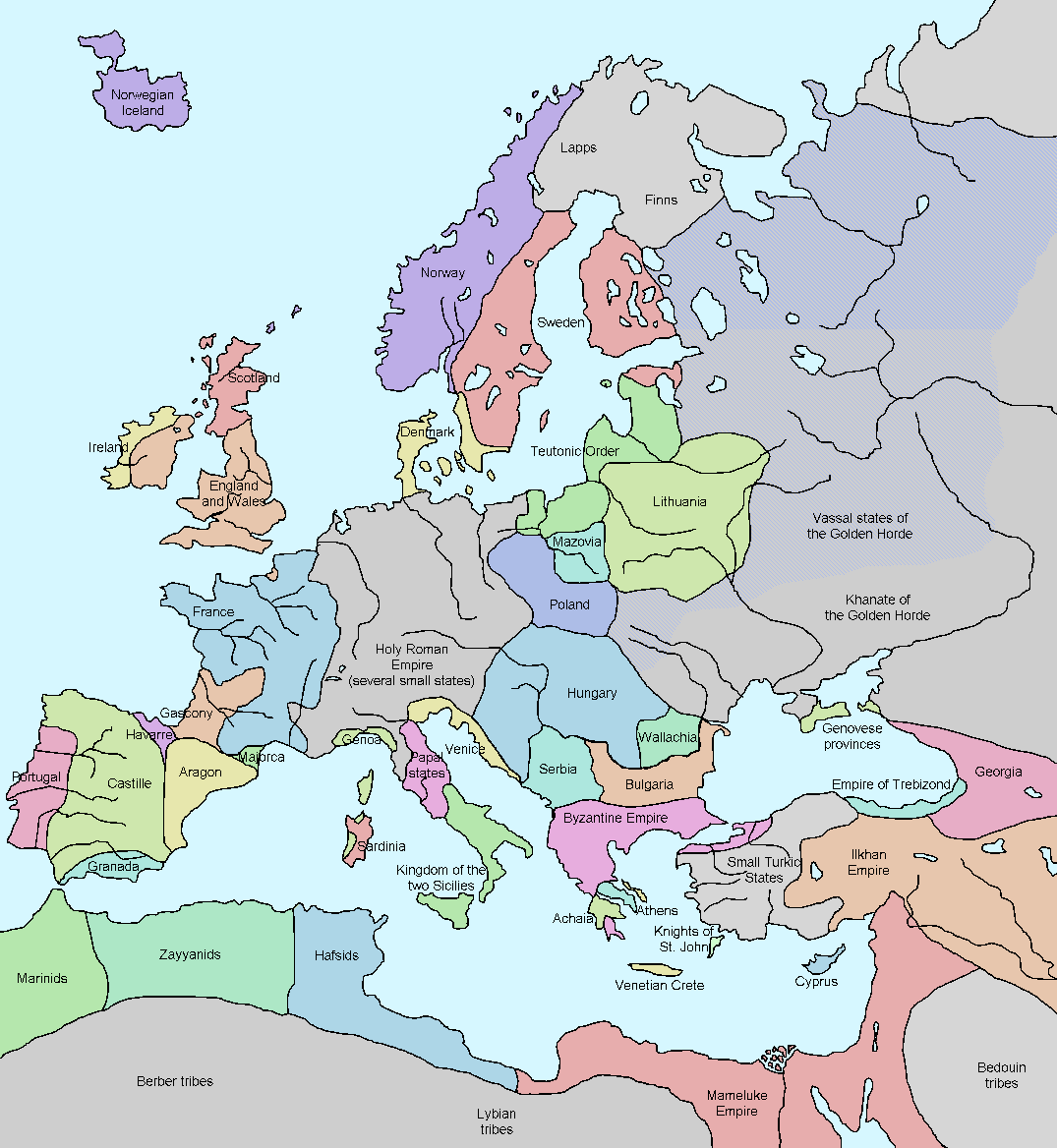
Harta Europei în 1328. În următorii 100 de ani, Lituania se va extinde până la Marea Neagră.

Statul unit și condus de Mindaugas a constituit primul stat lituanian. Statul a protejat efectiv lituanienii și samogiții de asimilarea de către Ordinul Cavalerilor Teutoni și Ordinul Livonian, soartă de care nu au scăpat prusacii, scalvienii, curonienii, selonii și alte triburi baltice. Mindaugas a domnit peste aproximativ 100.000 km² din teritoriul lituanian, o zonă cu o populație estimată la aproximativ 300.000 de locuitori. Ținuturile slave aflate sub controlul și influența sa ocupau alți 100.000 km². Până în 1430, apogeul atins din timpul domniei lui Vytautas cel Mare, marele ducat deținea un teritoriu de aproximativ 930.000 km² și aproximativ 2,5 milioane de locuitori.

Perioada 1219–1295 a conturat și ea viitoare conflicte: lituanienii păgâni au fost înconjurați de ordinele agresive romano-catolice dinspre nord și sud-vest și de către adepții ortodoxiei dinspre est. Raidurile ordinelor s-au intensificat după ce au învins „zona tampon” creată de prusaci, nadruvieni, scalvieni, sudovieni și semigali din 1283. Relațiile lituanienilor cu Biserica Ortodoxă au fost mai pașnice. Oamenilor le-a fost permis să își practice religia; Ducii lituanieni nu au ezitat să se căsătorească cu fiice de duci ortodocși. Cel puțin unii dintre cărturarii ducilor trebuie să fi fost de asemenea ortodocși. Luptele cu cavalerii teutoni și extinderea către est au marcat anii 1295–1377. Lituania nu avea cum să reziste la nesfârșit izolată religios, politic și cultural și a trebuit să aleagă între romano-catolicism și ortodoxie. În 1386, Marele Duce Jogaila a ales botezul în rit catolic, cu scopul de a se căsători cu Jadwiga a Poloniei și a devenit rege al Poloniei. Ultimul stat păgân european a fost convertit la creștinism.